# Federación de Fútbol de Aruba
La Federación de Fútbol de Aruba (en neerlandés: Arubaanse Voetbal Bond) es una asociación que reagrupa los clubes de fútbol de Aruba y organiza las competiciones nacionales como la Primera División de Aruba, la Segunda División de Aruba, la Tercera División de Aruba, la Primera División Femenina de Aruba, la Segunda División Femenina de Aruba, la Tercera División Femenina de Aruba,  la Copa de Aruba, la Supercopa de Aruba, la Copa Femenina de Aruba, la Supercopa Femenina de Aruba y los partidos internacionales de la Selección de fútbol de Aruba, y la Selección femenina de fútbol de Aruba.
La Federación de Fútbol de Aruba se fundó en 1932. Está afiliada a la FIFA y a la Concacaf desde 1988.